# Paropsiopsis atrichogyna
Paropsiopsis atrichogyna är en passionsblomsväxtart som beskrevs av J.M.de Vos och Breteler. Paropsiopsis atrichogyna ingår i släktet Paropsiopsis och familjen passionsblomsväxter. Inga underarter finns listade i Catalogue of Life.